# Новобузька міська рада
Новобу́зька міська́ ра́да — адміністративно-територіальна одиниця та орган місцевого самоврядування в Новобузькому районі Миколаївської області. Адміністративний центр — місто Новий Буг.

## Загальні відомості
- Територія ради: 12 км²
- Населення ради: 18 743 особи (станом на 2001 рік)

## Населені пункти
Міській раді підпорядковані населені пункти:
- м. Новий Буг
- с. Добра Воля
- с. Станційне
- с. Загальна Користь
- с. Новосілля
- с. Петрівка
- c. Григорівка
- с. Новомихайлівка
- с. Новодмитрівка
- с. Анастасіївка

## Склад ради
Рада складається з 36 депутатів та голови.
- Голова ради: Лагодієнко Максим Олександрович
- Секретар ради: Сотсков Сергій Анатолійович

### Керівний склад попередніх скликань
| Прізвище, ім'я, по батькові   | Основні відомості                                                       | Дата обрання | Дата звільнення |
| ----------------------------- | ----------------------------------------------------------------------- | ------------ | --------------- |
| Остапенко Валентина Яківна    | Міський голова, 1958 року народження                                    | 26.03.2006   | 31.10.2010      |
| Ночовський Володимир Іванович | Міський голова, 1955 року народження, освіта вища, член Партії регіонів | 31.10.2010   |                 |

Примітка: таблиця складена за даними сайту Верховної Ради України

### Депутати
За результатами місцевих виборів 2010 року депутатами ради стали:

#### За суб'єктами висування
| Суб'єкт висування                                       | Кількість обраних депутатів | %    |
| ------------------------------------------------------- | --------------------------- | ---- |
| Партія регіонів                                         | 18                          | 50   |
| Політична партія Всеукраїнське об'єднання «Батьківщина» | 6                           | 16,7 |
| Комуністична партія України                             | 4                           | 11,1 |
| Єдиний Центр                                            | 3                           | 8,3  |
| Народна партія                                          | 3                           | 8,3  |
| Політична партія «Наша Україна»                         | 1                           | 2,8  |
| Політична партія «Фронт Змін»                           | 1                           | 2,8  |

#### За округами
| № округу                                                | Прізвище, ім'я, по батькові        | Дата визнання обраним | Освіта             | Партійна приналежність                        | Відомості про обраного депутата                                    |
| ------------------------------------------------------- | ---------------------------------- | --------------------- | ------------------ | --------------------------------------------- | ------------------------------------------------------------------ |
| Єдиний Центр                                            |                                    |                       |                    |                                               |                                                                    |
| б/м                                                     | Бортник Валерій Григорович         | 03.11.2010            | вища               | позапартійний                                 | Фермерське господарство «Влас», голова                             |
| 12                                                      | Ваніцький Олександр Васильович     | 03.11.2010            | середня            | член Єдиного Центру                           | РПЛ «Приінгульський», інспектор РПЛ «Приінгульський»               |
| 14                                                      | Бондар Володимир Анатолійович      | 03.11.2010            | середня            | позапартійний                                 | підприємець                                                        |
| Комуністична партія України                             |                                    |                       |                    |                                               |                                                                    |
| б/м                                                     | Кіба Олександр Іванович            | 03.11.2010            | середня спеціальна | член Комуністичної партії України             | зв'язківець, вАТ «Укртелеком»                                      |
| б/м                                                     | Бєлий Олександр Олександрович      | 03.11.2010            | вища               | член Комуністичної партії України             | пенсіонер                                                          |
| б/м                                                     | Соколов Ігор Олександрович         | 03.11.2010            | вища               | член Комуністичної партії України             | інженер, новобузька дільниця групового водопроводу                 |
| 5                                                       | Алєйнікова Олена Олександрівна     | 03.11.2010            | вища               | позапартійна                                  | ЦРЛ, заст. головного лікаря                                        |
| Народна Партія                                          |                                    |                       |                    |                                               |                                                                    |
| б/м                                                     | Чеботарьов Анатолій Савелійович    | 03.11.2010            | середня спеціальна | член Народної партії                          | Завідувач свинофермою, пОСП «Золота Нива»                          |
| 8                                                       | Нечай Микола Федорович             | 03.11.2010            | вища               | член Народної партії                          | міська рада, заступник міського голови                             |
| 18                                                      | Лишканич Леонід Лук'янович         | 03.11.2010            | середня            | член Народної партії                          | ПОСП «Золота Нива», нач. Мехзагону                                 |
| Партія регіонів                                         |                                    |                       |                    |                                               |                                                                    |
| б/м                                                     | Шашкеєва Світлана Віталіївна       | 03.11.2010            | вища               | член Партії регіонів                          | Новобузький «Райпромторг», заступник правління                     |
| б/м                                                     | Антонов Сергій Георгійович         | 03.11.2010            | середня            | член Партії регіонів                          | Новобузький фізкультурно спортивний клуб «Колос», тренер з футболу |
| б/м                                                     | Нагорний Віталій Валерійович       | 03.11.2010            | вища               | член Партії регіонів                          | Новобузька ЦРЛ, хірург                                             |
| б/м                                                     | Євко Ніна Яківна                   | 03.11.2010            | вища               | член Партії регіонів                          | Жовтнева загальноосвітня школа, директор                           |
| б/м                                                     | Сівачок Микола Анатолійович        | 03.11.2010            | вища               | член Партії регіонів                          | Приватно орендне підприємство «Вікторія», головний агроном         |
| б/м                                                     | Нічого Володимир Іванович          | 03.11.2010            | вища               | член Партії регіонів                          | тимчасово не працює                                                |
| б/м                                                     | Кришталенко Олександр Олексійович  | 03.11.2010            | вища               | член Партії регіонів                          | пенсіонер                                                          |
| б/м                                                     | Герасимчук Олександр Володимирович | 03.11.2010            | вища               | член Партії регіонів                          | фізична особа-підприємець                                          |
| б/м                                                     | Панічук Валентина Сергіївна        | 03.11.2010            | вища               | член Партії регіонів                          | Новобузька ЦРЛ, медсестра                                          |
| 2                                                       | Уманський Микола Володимирович     | 03.11.2010            | середня            | позапартійний                                 | ПП «Петченко», директор філії                                      |
| 4                                                       | Бушко Олександр Володимирович      | 03.11.2010            | вища               | позапартійний                                 | підприємець                                                        |
| 6                                                       | Струць Ігор Григорович             | 03.11.2010            | вища               | позапартійний                                 | підприємець                                                        |
| 7                                                       | Горб Тамара Йосипівна              | 03.11.2010            | вища               | позапартійна                                  | педколедж, викладач                                                |
| 10                                                      | Загляда Андрій Володимирович       | 03.11.2010            | вища               | позапартійний                                 | Новобузького УЕГГ, керівник                                        |
| 11                                                      | Бондаренко Михайло Андрійович      | 03.11.2010            | вища               | позапартійний                                 | загальноосвітня школа № 4, директор                                |
| 13                                                      | Шпукас Едуард Казимирович          | 03.11.2010            | вища               | позапартійний                                 | «Новобузькі водо мережі», в.о. директора                           |
| 15                                                      | Бобрович Іван Іванович             | 03.11.2010            | вища               | член Партії регіонів                          | МДЮСШ, тренер-викладач                                             |
| 16                                                      | Лагодієнко Максим Олександрович    | 03.11.2010            | вища               | член Партії регіонів                          | міська рада, секретар                                              |
| Політична партія Всеукраїнське об'єднання «Батьківщина» |                                    |                       |                    |                                               |                                                                    |
| б/м                                                     | Лебедик Світлана Володимирівна     | 03.11.2010            | середня спеціальна | член Всеукраїнського об'єднання «Батьківщина» | Дит.садок «Пролісок», завідувачка                                  |
| б/м                                                     | Ловчієв Сергій Петрович            | 03.11.2010            | середня спеціальна | член Всеукраїнського об'єднання «Батьківщина» | приватний підприємець                                              |
| б/м                                                     | Коломійченко Олена Анатоліївна     | 03.11.2010            | середня спеціальна | член Всеукраїнського об'єднання «Батьківщина» | тимчасово не працює                                                |
| 1                                                       | Васильєва Лідія Петрівна           | 03.11.2010            | вища               | член Всеукраїнського об'єднання «Батьківщина» | тимчасово не працює                                                |
| 9                                                       | Гаркавенко Василь Васильович       | 03.11.2010            | вища               | позапартійний                                 | підприємець                                                        |
| 17                                                      | Сутько Микола Миколайович          | 03.11.2010            | середня            | член Всеукраїнського об'єднання «Батьківщина» | міська рада, охоронник                                             |
| Політична партія «Наша Україна»                         |                                    |                       |                    |                                               |                                                                    |
| 3                                                       | Шепетя Оксана Аркадіївна           | 03.11.2010            | вища               | член Політичної партії «Наша Україна»         | міська рада, бухгалтер по освіті                                   |
| Політична партія «Фронт Змін»                           |                                    |                       |                    |                                               |                                                                    |
| б/м                                                     | Гладир Олександр Миколайович       | 03.11.2010            | вища               | член Політичної партії «Фронт Змін»           | РЕМ, майстер                                                       |